# Девети крсташки рат
Девети крсташки рат током 1271. и 1272. године је наставак VIII похода и био је уперен против египатског султана Бајбарса и његовог покушаја да уништи преостале крсташке земље. На челу похода је стајао енглески принц Едвард који је успео да спречи и одложи за две деценије коначни крах крсташких земаља који се десио 1291. године падом Акре последњег упоришта и престонице Јерусалимског краљевства.